# Baudre
Baudre és un municipi francès situat al departament de la Manche i a la regió de Normandia. L'any 2007 tenia 475 habitants.

## Demografia

### Població
El 2007 la població de fet de Baudre era de 475 persones. Hi havia 168 famílies de les quals 28 eren unipersonals (8 homes vivint sols i 20 dones vivint soles), 60 parelles sense fills, 64 parelles amb fills i 16 famílies monoparentals amb fills.
La població ha evolucionat segons el següent gràfic:
Habitants censats

### Habitatges
El 2007 hi havia 185 habitatges, 174 eren l'habitatge principal de la família i 11 estaven desocupats. 183 eren cases i 2 eren apartaments. Dels 174 habitatges principals, 141 estaven ocupats pels seus propietaris i 33 estaven llogats i ocupats pels llogaters; 1 tenia dues cambres, 17 en tenien tres, 34 en tenien quatre i 122 en tenien cinc o més. 151 habitatges disposaven pel capbaix d'una plaça de pàrquing. A 61 habitatges hi havia un automòbil i a 113 n'hi havia dos o més.

### Piràmide de població
La piràmide de població per edats i sexe el 2009 era:
| Homes | Edats   | Dones |
| ----- | ------- | ----- |
| 4     | 95 o +  | 0     |
| 4     | 90 a 94 | 0     |
| 0     | 85 a 89 | 0     |
| 0     | 80 a 84 | 0     |
| 0     | 75 a 79 | 4     |
| 0     | 70 a 74 | 0     |
| 16    | 65 a 69 | 12    |
| 8     | 60 a 64 | 12    |
| 12    | 55 a 59 | 12    |
| 20    | 50 a 54 | 16    |
| 12    | 45 a 49 | 20    |
| 8     | 40 a 44 | 8     |
| 16    | 35 a 39 | 12    |
| 20    | 30 a 34 | 12    |
| 4     | 25 a 29 | 12    |
| 4     | 20 a 24 | 0     |
| 20    | 15 a 19 | 4     |
| 12    | 10 a 14 | 16    |
| 12    | 5 a 9   | 20    |
| 12    | 0 a 4   | 12    |

## Economia
El 2007 la població en edat de treballar era de 303 persones, 234 eren actives i 69 eren inactives. De les 234 persones actives 223 estaven ocupades (127 homes i 96 dones) i 11 estaven aturades (3 homes i 8 dones). De les 69 persones inactives 29 estaven jubilades, 30 estaven estudiant i 10 estaven classificades com a «altres inactius».

### Ingressos
El 2009 a Baudre hi havia 188 unitats fiscals que integraven 533 persones, la mediana anual d'ingressos fiscals per persona era de 20.504 €.

### Activitats econòmiques
Dels 10 establiments que hi havia el 2007, 1 era d'una empresa de construcció, 1 d'una empresa de comerç i reparació d'automòbils, 3 d'empreses d'hostatgeria i restauració, 1 d'una empresa immobiliària, 2 d'empreses de serveis, 1 d'una entitat de l'administració pública i 1 d'una empresa classificada com a «altres activitats de serveis».
Dels 2 establiments de servei als particulars que hi havia el 2009, 1 era un guixaire pintor i 1 restaurant.
L'any 2000 a Baudre hi havia 12 explotacions agrícoles que ocupaven un total de 148 hectàrees.

## Equipaments sanitaris i escolars
El 2009 hi havia una escola elemental.

## Poblacions més properes
El següent diagrama mostra les poblacions més properes.